# Pacific Coast Championships 1984
Il Pacific Coast Championships 1984 è stato un torneo di tennis giocato sul sintetico indoor. È stata la 95ª edizione del Pacific Coast Championships, che fa parte del Volvo Grand Prix 1984. Si è giocato a San Francisco negli Stati Uniti, dal 17 al 23 settembre 1984.

## Campioni

### Singolare
John McEnroe ha battuto in finale  Brad Gilbert con il punteggio di 6–4, 6–4

### Doppio
Peter Fleming /  John McEnroe hanno battuto in finale  Mike De Palmer /  Sammy Giammalva Jr. con il punteggio di 6–3, 6–4